# Città di Darwin
La città di Darwin è una delle 16 local government areas che si trovano nel Territorio del Nord, in Australia. Essa si estende su di una superficie di 112 chilometri quadrati ed ha una popolazione di 75.908 abitanti. La sede del consiglio si trova a Darwin.